# منهتن‌سازی

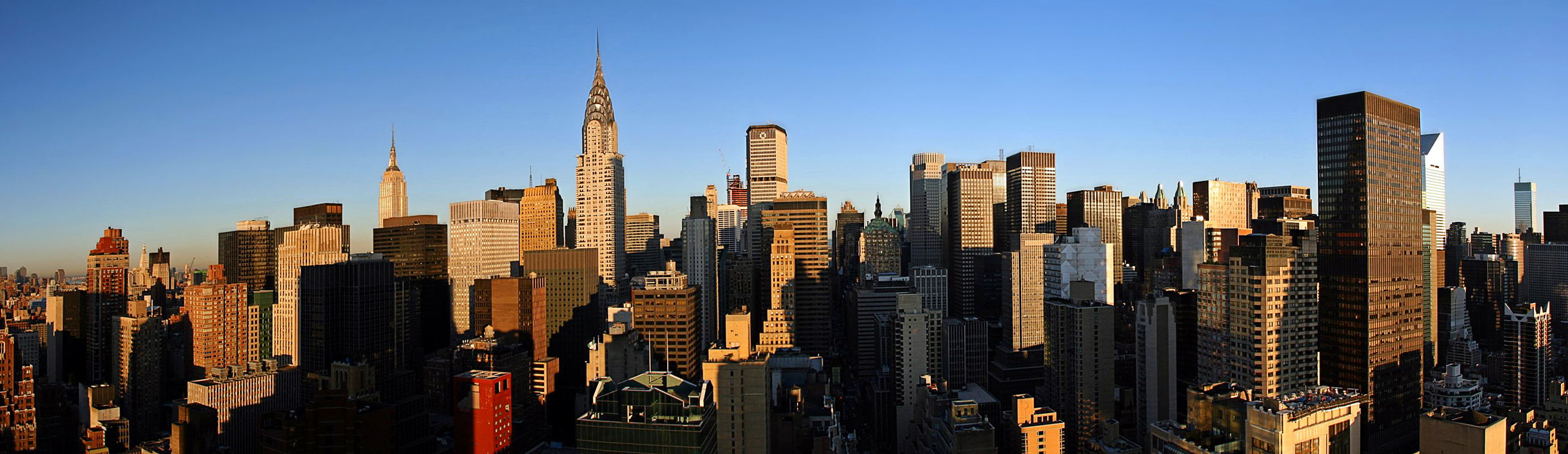
جزیره منهتن در نیویورک ایالات متحده آمریکا که اصطلاح از آن گرفته شده‌است

منهتن‌سازی نوواژه‌ای است که برای توصیف ساخت بسیاری ساختمان بلند یا متراکم در یک منطقه که شکل و شخصیت یک شهر را به چیزی شبیه به منهتن (متراکم‌ترین منطقه شهر نیویورک) تبدیل می‌کند، استفاده می‌شود. این واژه در اصل توسط منتقدان ساخت ساختمان‌های بلندمرتبه در دهه‌های ۱۹۶۰ و ۱۹۷۰ در سان فرانسیسکو ساخته شد که ادعا می‌کردند آسمان خراش‌ها می‌توانند منظره خلیج و تپه‌های اطراف را مسدود کنند. این پدیده با برنامه‌ریزی دقیق شهری به مرور پذیرفته شد. این اصطلاح همچنین به عنوان واژه باب روز برای توسعه‌های متراکم در لاس وگاس، لس آنجلس، دبی، و میامی در اوایل دهه ۲۰۰۰ و دوباره در دهه ۲۰۱۰ مورد استفاده قرار گرفت. مثال دیگر توسعه بسیار زیاد تورنتو از سال ۲۰۰۷ و همچنین توسعه سریع آسمان خراش‌ها در هنگ کنگ از دهه ۱۹۹۰ است که در نهایت به شهر اجازه داد آسمان خراش‌های بیشتری نسبت به نیویورک داشته باشد. این اصطلاح حتی در بسیاری از شهرهای کوچکتر ایالات متحده که از قرن بیست و یکم شاهد افزایش چشمگیر ساختمان‌های بلند اجاره‌ای در مرکز شهر بوده‌اند نیز به کار رفته‌است. با این وجود، این شهرها مجبورند تعداد جمعیت خود را چندین برابر کنند تا با تراکم جمعیت منهتن مطابقت داشته باشد، اگرچه این یک مقایسه مغرضانه میان یک شهر و یک منطقه است، زیرا حتی چهار بخش دیگر شهر نیویورک نیز مجبورند برای تطابق تراکم جمعیتشان با تراکم کنونی منهتن، تقریباً سه برابر جمعیت داشته باشند.